# Vissel Kobe 2019
Questa pagina raccoglie i dati riguardanti il Vissel Kobe nelle competizioni ufficiali della stagione 2019.

## Organigramma societario
Area direttiva
- Presidente del consiglio di amministrazione:

Area tecnica
- Allenatore: Juan Manuel Lillo (fino al 16 aprile 2019), Takayuki Yoshida (fino all'8 giugno 2019), Thorsten Fink

## Rosa
| N. |                          | Ruolo | Calciatore        |
| -- | ------------------------ | ----- | ----------------- |
| 1  | Giappone (bandiera)      | P     | Daiya Maekawa     |
| 2  | Giappone (bandiera)      | D     | Daisuke Nasu      |
| 3  | Giappone (bandiera)      | D     | Hirofumi Watanabe |
| 4  | Giappone (bandiera)      | D     | Kunie Kitamoto    |
| 4  | Belgio (bandiera)        | C     | Thomas Vermaelen  |
| 5  | Giappone (bandiera)      | D     | Hotaru Yamaguchi  |
| 6  | Spagna (bandiera)        | C     | Sergi Samper      |
| 7  | Spagna (bandiera)        | A     | David Villa       |
| 8  | Spagna (bandiera)        | C     | Andrés Iniesta    |
| 9  | Giappone (bandiera)      | A     | Noriaki Fujimoto  |
| 10 | Germania (bandiera)      | A     | Lukas Podolski    |
| 13 | Giappone (bandiera)      | C     | Keijirō Ogawa     |
| 15 | Giappone (bandiera)      | D     | Daiki Miya        |
| 16 | Giappone (bandiera)      | A     | Kyogo Furuhashi   |
| 17 | Brasile (bandiera)       | A     | Wellington        |
| 18 | Corea del Sud (bandiera) | P     | Kim Seung-gyu     |
| 18 | Giappone (bandiera)      | P     | Hiroki Iikura     |
| 20 | Giappone (bandiera)      | C     | Asahi Masuyama    |

| N. |                     | Ruolo | Calciatore        |
| -- | ------------------- | ----- | ----------------- |
| 21 | Giappone (bandiera) | A     | Junya Tanaka      |
| 22 | Giappone (bandiera) | D     | Daigo Nishi       |
| 24 | Giappone (bandiera) | D     | Masatoshi Mihara  |
| 25 | Giappone (bandiera) | D     | Leo Ōsaki         |
| 27 | Giappone (bandiera) | C     | Yuta Goke         |
| 28 | Giappone (bandiera) | P     | Kenshin Yoshimaru |
| 29 | Giappone (bandiera) | P     | Kōta Ogi          |
| 30 | Giappone (bandiera) | P     | Genta Itō         |
| 31 | Giappone (bandiera) | C     | Yūya Nakasaka     |
| 32 | Giappone (bandiera) | D     | Wataru Hashimoto  |
| 33 | Brasile (bandiera)  | D     | Dankler           |
| 34 | Giappone (bandiera) | D     | Sō Fujitani       |
| 35 | Giappone (bandiera) | C     | Takuya Yasui      |
| 38 | Giappone (bandiera) | D     | Daiju Sasaki      |
| 44 | Libano (bandiera)   | D     | Joan Oumari       |
|    | Giappone (bandiera) | D     | Yuki Kobayashi    |
|    | Giappone (bandiera) | C     | Hirotaka Mita     |
|    | Giappone (bandiera) | C     | Yutaro Oda        |